# 三郷市立彦郷小学校
三郷市立彦郷小学校（みさとしりつ ひこさとしょうがっこう）は、埼玉県三郷市彦成に所在する公立小学校。

## 概要

### 教育目標
優しい子、学ぶ子、健康な子

## 沿革
- 1988年（昭和55年）　- 立花小学校、彦糸小学校より分離。三郷市立彦郷小学校として開校する。7街区、8街区、彦成1-3丁目を学区とする。

## アクセス
- JR新三郷駅西口を下車し徒歩15分
- 東武バス新三郷北循環行きを「小学校前」で下車